# Стражница
Стражница (болг. Стражница) — село в Болгарии. Находится в Кырджалийской области, входит в общину Черноочене. Население составляет 162 человека.

## Политическая ситуация
В местном кметстве Свободиново, в состав которого входит Стражница, должность кмета (старосты) исполняет Мюмюн Акиф Халил (Движение за права и свободы (ДПС)) по результатам выборов правления кметства.
Кмет (мэр) общины Черноочене — Айдын Ариф Осман (Движение за права и свободы (ДПС)) по результатам выборов в правление общины.